# 이종건 (1906년)
이종건(李鍾乾, 1906년 5월 14일 ~ 1960년 6월 19일) 충청남도 천안시 동남구 수신면 속창리(옛 천원군 수신면 속창리)에서 태어났다. 한말 ‘을사조약’직후 나라가 스러져가던 때에 태어났고, 경술국치 이후 일제의 가혹한 식민지 지배와 수탈이 자행되던 시기에 성장기를 보냈다. 그 때 그 시절을 보내면서 대부분의 사람들이 그렇듯이 그 또한 항일 민족의식을 갖게 되었다. 다만 다른 것이 있다면, 그는 이 같은 생각을 실천했다는 점일 것이다.

## 생애
이종건이 독립운동에 참여한 시기는 1928년 3월 휘문고를 졸업한 직후 은사인 민세 안재홍의 주선으로 중국 망명을 단행한 때부터였다. 특히 1931년 9월 북경에서 한족동맹회에 가입하면서부터다. 여기서 그가 맡은 역할은 독립운동가들과 한인 동포들을 보호하고, 일제의 밀정을 색출하여 처단하는 일이었다. 그래서 같은 해 10월 일제의 밀정을 색출해 처단했고, 그로 인해 일경의 추적을 받게 되자 상해로 옮겨 갔다.
이종건은 상해에 도착한 뒤 임시정부 산하의 교민 자치기구인 대한교민단 의경대에 들어갔다. 당시 상해 대한교민단장은 김구였고, 의경대장은 박창세였다. 이종건은 의경대원으로 임정 요인들과 한인 동포들을 보호하고, 상해에 출입하는 한인들의 신상을 파악해 밀정 및 친일파를 색출하는 일을 했다. 다른 한편으로 1932년 1월 상해에서 좌우합작 청년운동 조직으로 결성된 한인청년당에 참여해 활동했다.
이종건은 임시정부 관련 단체에서 활동하면서 독립운동가로서 명성을 쌓아 1931년 12월 대한민국 임시의정원의 충청도선출 의원으로 선발됐다. 이후 1933년 3월 사임하기까지 약 1년 4개월 동안 임시의정원 의원으로 활약했다. 이봉창·윤봉길 의거 직후 일제의 파괴 책동이 어느 때보다 심했던 시기에 임시정부를 사수하는데 일익을 담당한 것이다.
임시정부와 여당인 한국독립당을 중심으로 활동하던 이종건에게 새로운 전기가 왔다. 진보적 민족주의 독립운동 정당이자 민족대당 형식으로 1935년 7월 민족혁명당이 창당되자 여기에 참여한 것이다. 자의인자 타의인지는 확실하지 않다. 당시 이종건은 중국 육군중앙군관학교 낙양분교의 한인특별단을 수료한 뒤 한국독립당 산하의 한국특무대독립군에 있었다.
그런데 민족대당 형식으로 민족혁명당이 결성되자 한국독립당도 여기에 참여했다. 한국특무대독립군도 민족혁명당 군사부에 편입됐기 때문이다.
민족혁명당에 참여한 이종건은 군사부에 들어가 중국 군경의 협조 아래 남경·상해 등지에서 일본군에 대한 정탐 활동, 일본인 관리 암살, 그리고 일제 시설 파괴 공작 등 항일 투쟁을 펼쳤다. 나아가 1938년 10월 10일 호북성 양자강 연안의 한구에서 민족혁명당의 무력으로 조선의용대가 창설되자 제1구대 요원이 됐다.
같은 해 12월 초 일본군이 장사 침공을 개시하자 중국군 제9전구 사령부에서 활동하면서 이재민 구호사업 및 도시 복구사업에 참여했다. 아울러 1939년 3월부터 5월까지 여러 차례 유격전으로 일본군의 통신시설과 교량, 군용 차량과 전차까지 폭파하는 전과를 올렸다.
조선의용대는 1941년 3월 중순에서 5월 하순에 걸쳐 대일 항전을 위해 중국 팔로군이 일본군과 대치하고 있던 화북지역으로 이동했다. 총사령 김원봉을 비롯한 나머지 병력은 1942년 5월 임시정부에 합류하여 한국광복군 제1지대로 편성됐다. 이때 이종건도 광복군에 편성돼 8·15 광복 그날까지 독립운동 전선을 떠나지 않고 제1지대 본부 요원으로, 그리고 민족혁명당 감찰위원으로 조국광복과 민족독립을 위해 힘썼다.
8·15 광복 후 이종건은 1946년 봄 그토록 그리던 조국의 품으로 돌아왔다. 하지만 동서냉전과 남북분단 체제 속에서 ‘민주와 평등’을 꿈꿨던 독립운동 시기의 큰 뜻을 펴지도 못한 채, 1960년 6월 19일 54세를 일기로 영면하였다.
1977년 건국훈장 독립장이 추서됐다.